# シュウシュウの季節
『シュウシュウの季節』（ - きせつ、原題：Xiu Xiu: The Sent Down Girl、中国語題：天浴）は、ジョアン・チェン監督により1998年に制作されたアメリカ・香港の映画。原作は中国出身の女性作家・ゲリン・ヤンの短編小説『天浴』。
1970年代の文化大革命期の中国を舞台に、上山下郷運動によって都市から地方に送られた少女を描いている。中国では、政治的要因と性的描写から上映が禁止されている。

## ストーリー
1975年、中国四川省成都市に住む少女・秀秀（シュウシュウ）は、下放政策により草原での放牧に従事するため家族や友人たちと別れて地方に送られ、少数民族の老金（ラオジン）の下で遊牧を学ぶことになった。無口で無骨な老金と時に反目しあいながらも打ち解け、辛い労働にも次第に慣れてゆく秀秀だったが、本心では早く成都に帰りたいと強く思っていた。
やがて成都に帰る予定日がやってくるが、秀秀が労働に従事している間に文革の熱は冷めており、忘れられてしまった彼女に本部から迎えは来なかった。その後「本部につてがある」という青年がテントに現れるようになり、秀秀は成都に帰りたいあまり彼に身体を許してしまう。金もコネもない秀秀は、男の言葉を信じ自分の身体を頼りにするほかなかったのだ。しかし一向に帰郷の目処はたたないまま、秀秀は幾人もの男に徒に弄ばれる。
ある時、秀秀が妊娠していることが判明する。老金は秀秀を連れて街に向かい中絶手術を受けさせる。失意のままテントに戻った秀秀は、自ら足を撃って事故を装うことで成都に帰ろうとするが引き金が引けず、老金に自分を撃ってくれるよう頼む。老金が銃口を向けると、秀秀は理想を胸に街を出た時と同じように髪をおさげに結い直し、赤いスカーフを巻く。彼女の真意を悟った老金が再び銃を構え一発、そして間を置いてもう一発の銃声が雪の舞う草原に響いた。

## キャスト
- 文秀（ウェンシュウ） - 李小璐（リー・シャオルー） ： 愛称は秀秀（シュウシュウ）、上山下郷運動で成都から地方に送られた少女
- 老金（ラオジン） - 洛桑群培（ロプサン） ： 草原で放牧に従事する男性

## 受賞
- 第35回金馬奨（1998年）：作品賞・監督賞・主演男優賞・主演女優賞・脚色賞・音楽賞・主題歌賞
  - 金馬奨で作品賞・監督賞・主演男優賞・主演女優賞を独占したのは、2018年現在この作品のみ
- ナショナル・ボード・オブ・レビュー（1999年）：International Freedom Award
- 第14回パリ映画祭（1999年）：審査員特別賞・主演女優賞

## 原作
- ゲリン・ヤン『シュウシュウの季節』 ISBN 4042834019 訳: 阿部敦子、1999年角川文庫発刊。

表題作（原題は『天浴』）の他『白蛇』『少尉の死』『リンゴ売りの盲目の少女』『しょせん男と女しか』『少女小漁』の5つの短編を収録。